# Mariakapel (Krekelberg)

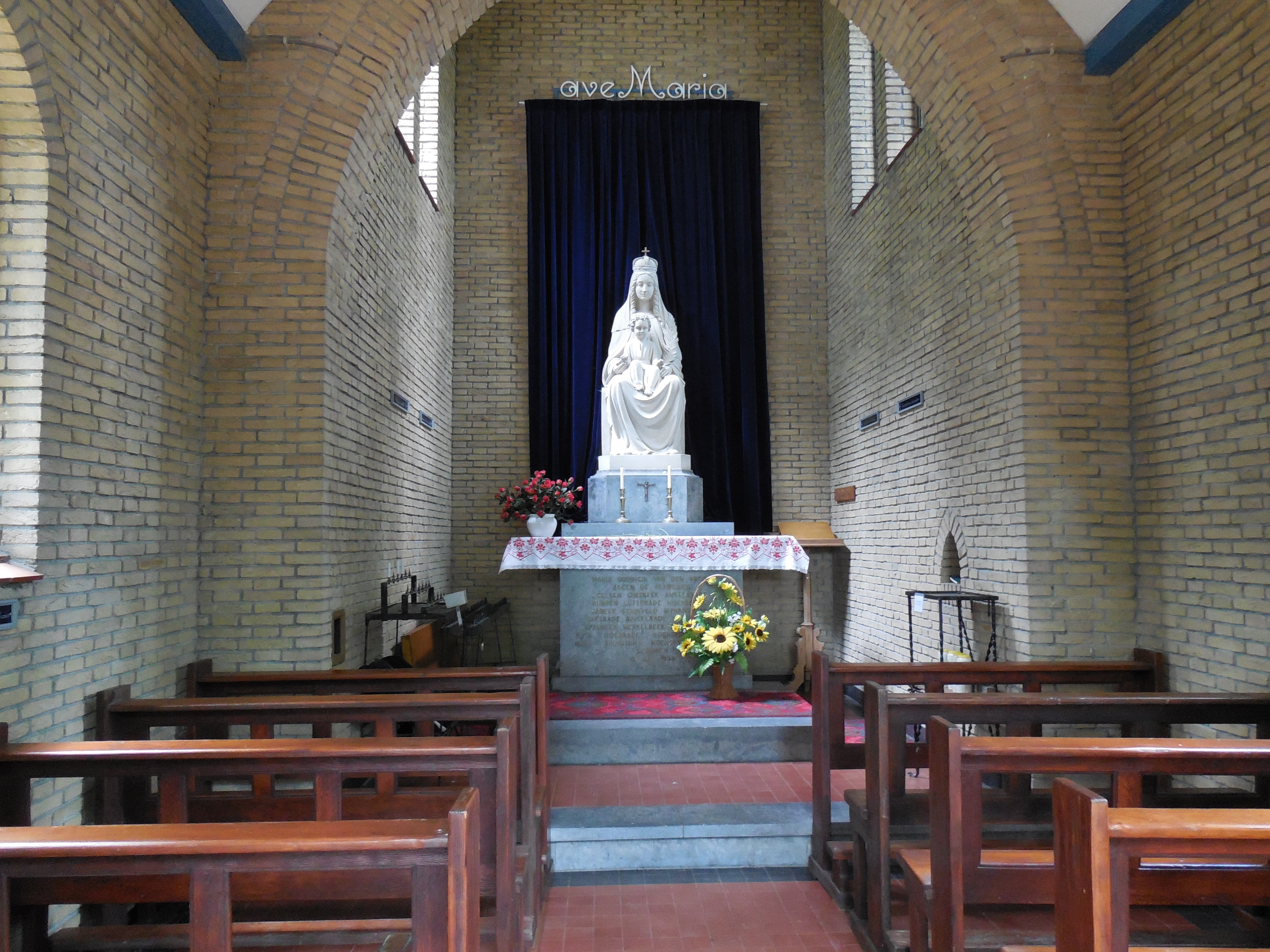
Mariakapel Schinnen interieur

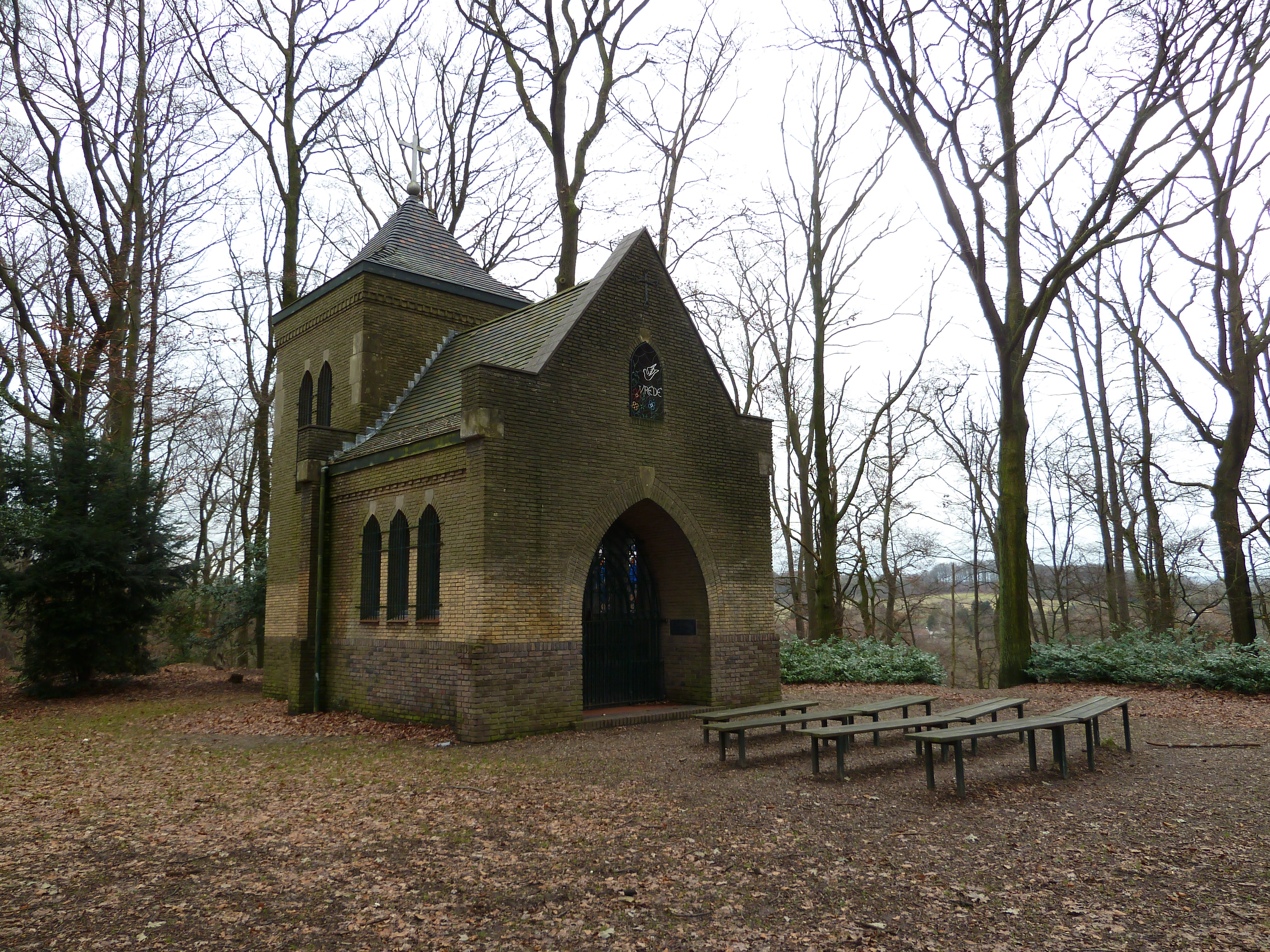
De kapel

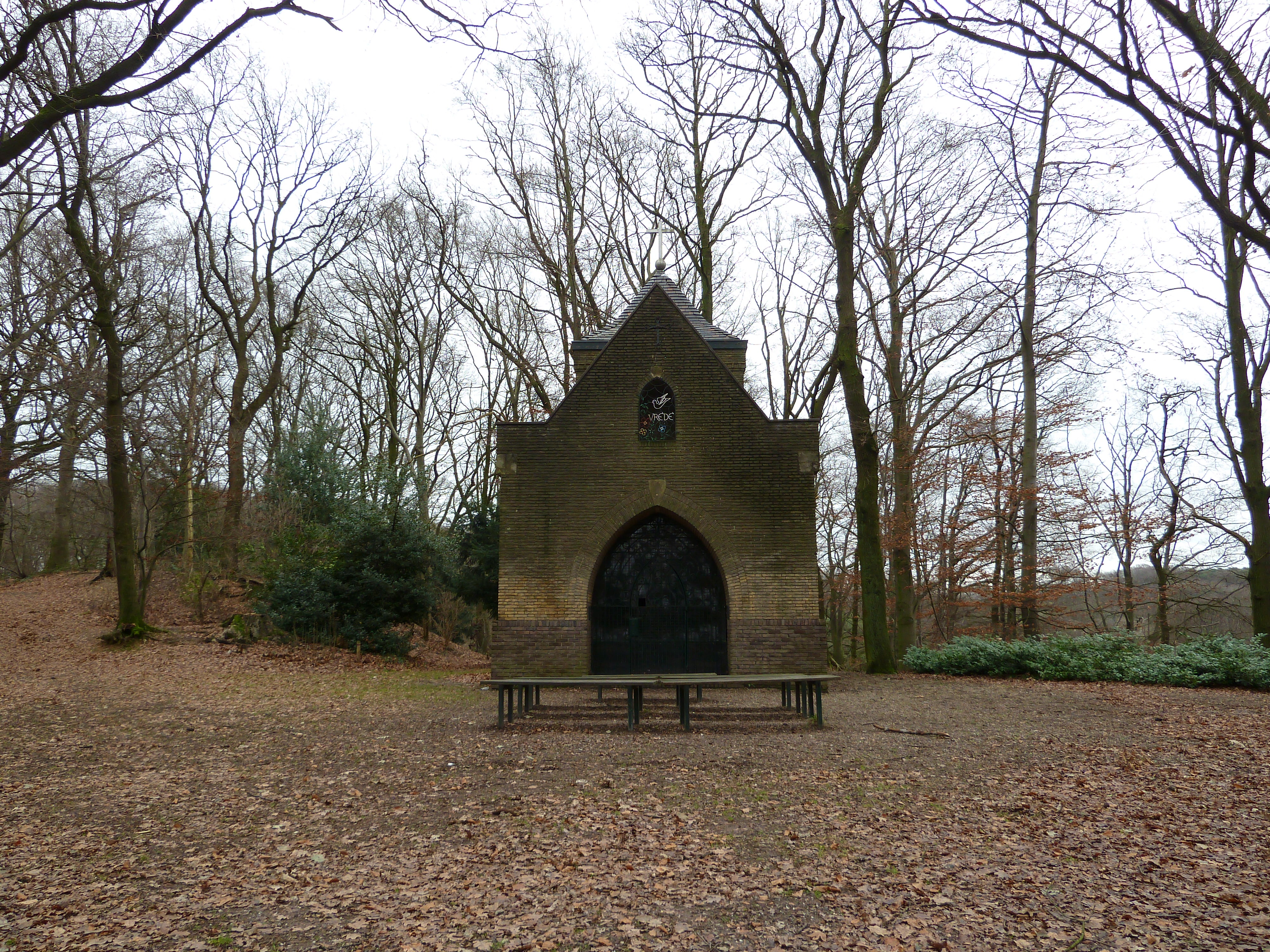
De kapel met links het pad over de heuvel

De Mariakapel, Vredeskapel Schinnen of kapel voor O.L. Vrouw, Koningin van de Vrede is een kapel bij Schinnen in de gemeente Beekdaelen in de Nederlandse provincie Limburg. De kapel staat op de westelijke top van de Krekelberg en ligt zo'n 200 meter ten zuidoosten van de Sint-Dionysiuskerk. In Schinnen zijn er nog twee andere Mariakapellen.
De kapel met Mariapark heeft sinds 1999 de status rijksmonument en is gewijd aan Maria Koningin van de Vrede.

## Geschiedenis
In 1939 werd de kapel en het park in opdracht van het kerkbestuur van Schinnen gebouwd en vervolgens ingewijd. De architect was H.H.A. Tummers uit Heerlen. De kapel werd gebouwd vlak voor het uitbreken van de Tweede Wereldoorlog. Tijdens de oorlog werd er veel gebeden voor de vrede. Vandaar Vredeskapel.

## Opbouw
De kapel staat boven op de top van de met bomen begroeide heuvel. Ze is bereikbaar via een trappartij en een rondwandeling vanaf de weg Schinnen-Thull aan de voet van de heuvel. Onderaan de heuvel bevindt zich een toegangsboog met daarin de tekst "Mariapark". Zowel buiten de kapel als in de kapel staan een aantal rijen banken.
De bakstenen kapel is opgetrokken in  traditionalistische stijl. De kapel bestaat uit een rechthoekig schip met een puntgevel/tuitgevel en een verzonken gebroken zadeldak en een iets smaller maar hoger torenvormig koor met een tentdak. De spitsboogvensters hebben natuurstenen sluitstenen en traliewerk. De zijgevels van het schip en de vier gevels van het koor hebben een bloktandvormige kroonlijst.